# 후지타 등급
후지타 등급(영어: Fujita scale, F-scale, 일본어: 藤田スケール) 또는 후지타-피어슨 스케일(영어: FPP scale)은 토네이도의 위력을 가늠하는 등급이다. 1971년 시카고 대학의 기상학자 후지타 테쓰야(藤田哲也) 교수에 의해 고안되었다. F0에서 F5 등급까지 있으며 숫자가 올라갈수록 더 강력한 토네이도 위력을 의미한다. 2007년 개량 후지타 등급(영어: Enhanced Fujita scale, EF-Scale)으로 등급 기준 및 세부사항이 수정되었다.

## 같이 보기
- 개량 후지타 등급